# 江口夜詩
江口 夜詩（えぐち よし、1903年7月1日 - 1978年12月8日）は、日本の作曲家、海軍軍人。海軍軍楽隊員。本名江口 源吾（えぐち げんご）。

## 人物
岐阜県養老郡時村大字上（現・岐阜県大垣市上石津町上）出身。16歳の時、海軍軍楽隊に応募し、第一期軍楽補習生として横須賀海兵団に入団。海軍軍楽隊専属の作曲家としての将来を嘱望され、海軍省委託生として東京音楽学校（現在の東京芸術大学）に6年間通学し、信時潔の許などでチェロ等の音楽を学び、1925年（大正14年）、処女作『千代田城を仰ぎて』を完成させる。また1928年（昭和3年）には昭和天皇即位大典演奏会で吹奏楽大序曲『挙国の歓喜』を発表した。
1931年（昭和6年）に海軍を退役し、翌年、亡妻をしのんで作曲した『忘られぬ花』が松平晃（レコードでは池上利夫）の歌唱により大ヒット。これを機にそれまでクラシック作曲家を目指していた江口は流行歌の作曲家の道を歩むことになり、その後『十九の春』、『秋の銀座』、『月月火水木金金』、『長崎のザボン売り』、『憧れのハワイ航路』、『赤いランプの終列車』、『瓢箪ブギ』など数々のヒット曲を生み出した。1939年（昭和14年）に東京世田谷に、「国民音楽院」を設立し（戦後は「日本歌謡学校」）、多くの弟子を世に送り出した。
門下の歌手としては、瀬川伸、真木不二夫、小畑実、津村謙、春日八郎、曽根史郎等がおり、作曲家としては倉若晴生、桜田誠一がいる。服部良一は、先輩江口夜詩の才能を最も高く評価していた一人だった。生涯にわたる作曲数は4000曲を超え、古賀政男とは終生ライバル関係であった。
1963年（昭和38年）、パーキンソン病に冒され、長期の闘病生活を余儀なくされたが、1978年（昭和53年）12月8日死去。75歳没。墓所は杉並区法照寺。
出身地の上石津町（旧・時村）は、地元に関する楽曲の作詞作曲など、江口の地域への貢献に対して、1970年に自治功労者、1974年に名誉町民を贈っている。さらに、没後の1979年には顕彰碑が建立され、1994年には江口夜詩記念館を中心とした日本昭和音楽村が開設された。
長男の江口浩司（1927年 - 2010年）は海軍兵学校在校中に終戦を迎え、のち作曲家となった。

## 主な作品
- 行進曲「千代田城を仰ぎて」（1925年）レコード（1929年）
- 夜の愁い（1929年）
- 忘られぬ花（1932年）
- 時雨ひととき（1932年）
- 軍事探偵の唄（1932年）
- 別れの花束（1932年）
- 未来花の歌（1933年）
- 浮草の唄（1933年）
- 護れ大空（1933年）
- 十九の春（1933年）
- 今宵の雨（1933年）
- 秋の銀座（1933年）
- 大大阪祭（1933年）
- 初陣の唄 （1934年）
- 希望の首途（1934年）
- 急げ幌馬車（1934年）
- そんなお方があったなら（1934年）
- ゆるしてね（1935年）
- もつれ髪（1935年）
- 夕日は落ちて（1935年）
- 夢の浮橋（1935年）
- 窓の彼方（1935年）
- 初恋日記（1935年）
- 乙女鳥（1935年）
- 花嫁行進曲（1936年）
- 潮来追分（1936年）
- あの夢この夢（1936年）
- 恋の幌馬車（1936年）
- 夕日のアリレナ（1937年）
- ふんなのないわ（1937年）
- 大艦隊の行進（1937年）
- 涙の三人旅（1937年）
- 夜霧の波止場（1938年）
- くろがねの力（1938年）
- 乙女の青空（1939年）
- 月月火水木金金（1940年）
- 成吉思汗（1941年）
- 爆弾くらいは手で受けよ(1941年)
- 轟沈（1944年）
- 東京パンドブル（1946年）
- ふるさとの馬車（1946年）
- 緑の牧場（1948年）
- 長崎のザボン売り（1948年）
- 憧れのハワイ航路（1948年）
- 東京の空青い空（1949年）
- 薔薇のセニョリータ（1949年）
- バテレン祭り（1949年）
- グットバイ東京（1949年）
- ジャワの思い出（1950年）
- 哀恋行路（1951年）
- 赤いマフラー（1951年）
- 湯の町月夜（1952年）
- アメリカの花売娘（1952年）
- 赤いランプの終列車（1952年）
- 花火の舞（1952年）
- 道頓堀の花売娘（1953年）
- 月の渡り鳥（1953年）
- 涙のジャガタラ船（1953年）
- 小雨の駅に雨が降る（1954年）
- 博多ながし（1954年）
- 瓢箪ブギ（1954年）
- 夕月の丘（1955年）
- 浮草の宿（1956年）
- トチチリ流し（1956年）
- 雨のバイオン（1956年）
- 三味線渡り鳥（1957年）
- 夜風に聞いたよ（1959年）
- 艦隊行進曲
- 連合艦隊行進曲
- 行進曲「太平洋」
- 行進曲「軍艦金剛」
- 描写曲「爆撃機」
- 描写曲「装甲列車」

### 映画音楽
- 金環蝕（1934年、清水宏監督）
- 将軍と参謀と兵（1942年、田口哲監督）
- 天皇・皇后と日清戦争（1958年、並木鏡太郎監督）
- 憲兵と幽霊（1958年、中川信夫監督）

### その他

#### 校歌
※は作詞も手掛ける
- 大垣市立牧田小学校
- 大垣市立一之瀬小学校
- 大垣市立時小学校「みどりの風に」※　（1947年から1971年の校歌）
- 大垣市立時小学校「仰ぐ烏帽子の」※　（1972年からの校歌）
- 大垣市立多良小学校※
- 大垣市立江東小学校
- 大垣市立宇留生小学校
- 大垣市立西小学校※
- 大垣市立南小学校※
- 世田谷区立東深沢小学校
- 世田谷区立駒繁小学校
- 世田谷区立九品仏小学校
- 上石津町立時山小学校※
- 上石津町立多良中学校※
- 上石津町立時中学校※
- 大垣市立興文中学校※
- 大垣市立川並中学校
- 海津市立養南中学校
- 岐阜市立本荘中学校
- 荒川区立第四中学校
- 世田谷区立深沢中学校
- 大田区立御園中学校
- 大田区立安方中学校
- 大田区立志茂田中学校
- 結城市立結城中学校
- 岐阜県立高田高等学校※
- 岐阜県立養老女子商業高等学校
- 岐阜県立郡上北高等学校※